# Kyōko Aizome
Pour les articles homonymes, voir Aizome.
Kyōko Aizome (愛染 恭子, Aizome Kyōko), de son nom patronymique Kyōko Teranishi, est une actrice japonaise du film érotique, une chanteuse, une réalisatrice de films pornographiques et un écrivain qui a été surnommée « Première actrice de la pornographie 'hard' au Japon ».

## Biographie
Kyōko Teranishi alias Kyōko Aizome, alias Kyōko Aoyama est née le 9 février 1958 à Noda, ville située dans la Préfecture de Chiba, Japon. Aizome grandit dans un climat familial dégradé. Son père, officier de police, bat sa mère ce qui aboutit à un divorce en 1974. Aizome est alors âgée de 16 ans.
Peu après avoir obtenu son diplôme de fin d'études secondaires, Aizome est dénichée dans le quartier de Shinjuku dans la banlieue de Tokyo par un photographe spécialisé dans les photos de nus pour les magazines du genre. Elle voit ce métier comme le marchepied vers une carrière dans les divertissements.

## Carrière
Elle prend tout d'abord comme nom de scène Kyōko Aoyama et paraît sous ce nom dans des films du réalisateur Shinya Yamamoto: Molester's Subway, de Yasuharu Hasebe: "Violent pink" (1978) et de Nikkatsu dans une vidéo de la série Roman Porno: Raping! (Yaru!). Le réalisateur Noboru Tanaka lui confie un rôle essentiel dans un des épisodes de Roman Porno: Pink Salon: Five Lewd Women (1978), basé sur un roman érotique intitulé Five Licentious Women alias Five Women Who Loved Love par Ihara Saikaku. L'année suivante, on la retrouve dans Koichiro Uno's Moist And Steamy (1979), septième épisode de la série Kōichirō Uno, produite par la firme Nikkatsu sous la direction du réalisateur Akira Kato et, un an plus tard, en 1980, dans Nami, troisième volet de la production de Nikkatsu Angel Guts. Elle est cette fois dirigée par le réalisateur Noboru Tanaka..

### Daydream(Rêv[ass]erie)
L'actrice fait ses débuts dans la toute nouvelle industrie de la vidéo pour adultes en novembre 1981. Elle est alors la plus jeune Idole de la vidéo pour adultes.
Le réalisateur et pionnier des pinku eiga, Tetsuji Takechi, remarque Aizome sur l'une des photos la représentant nue dans une revue spécialisée. Tetsuji tourne le film Daydream en 1964. Il s'agit alors d'un film rose à gros budget. Il décide de réaliser une nouvelle version plus pornographique de ce film, Daydream 1984, et choisit Aizome pour son premier rôle principal. C'est le premier film japonais mettant en scène des rapports sexuels « vécus » mis sur le marché. Pour faire taire des controverses au sujet de ce film, l'actrice admet avoir eu des relations sexuelles bien réelles. Bien que la censure japonaise exige que les organes sexuels et la pilosité pubienne soient brouillés à l'écran, le journal Asahi Shimbun qualifie cette vidéo de premier film pornographique japonais « hard ». Dans les années 1980, la pornographie « pure et dure » commence à s'imposer chez les spectateurs japonais, et le film devient un coup de maître. Des copies non censurées circulent également sous le manteau.
Aizome gagne une réputation nationale de première étoile du film pornographique japonais comparable au statut d'une actrice américaine comme Linda Lovelace ou Marilyn Chambers.
Son nom devient un argument de vente et paraît dans les titres de vidéos bien plus tardives telle que Kyōko Aizome's Somber Reminiscence (Aizome Kyōko Kareinaru Tsuioku) en 1983 ou Kyōko Aizome's Widow's Boarding House  (Aizome Kyōko no Mibōjin Geshuku) (1984) de Shinya Yamamoto.
La notoriété d'Aizome l'amène à embrasser une carrière de stripteaseuse avec un succès qui ne se dément pas jusqu'à sa retraite en juillet 1994. Elle est arrêtée et écrouée au cours d'un striptease pour avoir pris des positions indécentes. En prison, elle passe son temps à revoir sa carrière et se consacrer entièrement à des activités de distraction pour adultes. Elle décide également de construire une maison de deux étages et six chambres qu'elle donnera à sa mère.
Takechi Tetsuji tourne Daydream pour la troisième fois en 1987. Le film intitulé Daydream 3 a de nouveau Aizome pour actrice dans le rôle principal. Pour Weisser, chaque version est de plus en plus exploitée jusqu'à la dernière, exportée aux États-Unis sous le titre Captured For Sex, la plus quelconque, axée sur des scènes de sexe et de torture

### L'après Daydream
Depuis Daydream, Aizome joue et réalise de nombreuses vidéos pour adultes ainsi que des films pornographiques roses. En 1986, dans une de ses plus belles prestations, Aizome se fait restaurer l'hymen afin qu'il soit rompu pour les besoins du film. Auparavant banale, la plastie hyménéale a connu une grande faveur au Japon à l'époque où Aizome y a eu recours..Le médecin qui a pratiqué l'opération rapporte qu'il a fait cette intervention sur un couple dans sa cinquantième année qui, après avoir vu le film d'Aizome, ont souhaité en bénéficier pour une seconde lune de miel. Dans un article concernant cette intervention, Aizome déclare à l'envoyé du journal Shukan Bunshun: « They strung a thread almost like a piano wire through the entrance to my vagina and pulled it like a drawstring to recreate the hymen. They give your privates a local anesthetic, so the operation itself doesn't really hurt. I really felt like a virgin again. » (NDT: « Ils ont passé un fil ressemblant à une corde de piano à travers l'entrée de mon vagin et l'on tiré comme un cordon pour recréer l'hymen. Ils pratiquent une anesthésie locale afin que l'intervention ne soit pas réellement douloureuse. Je me suis sentie véritablement vierge à nouveau »).
Aizome acquiert une renommée internationale en 1996 avec la sortie du film Traci Takes Tokyo produit par Traci Lords. La société de production lui impose alors le nom de "Kyōko Izoma". La vidéo est tournée à Tokyo avant le scandale ayant touché Lords. En conséquence, il est autorisé à la publication aux États-Unis. Sa scène lesbienne avec Lords a été utilisée une seconde fois dans Beverly Hills Copulator.
Elle se retire de la scène pornographique au mois de juillet 1994 mais continue épisodiquement à se produire dans des films érotiques. Elle travaille derrière la caméra, écrit et réalise des vidéos pour l'industrie pornographique.
En 2001, Aizome écrit des conseils concernant le sexe et la santé pour les japonaises sous le titre « Auntie Agony ».
Elle fait équipe avec l'idole de la vidéo pour adultes Hitomi Kobayashi en février 2001 dans le film Kyōko Aizome vs. Hitomi Kobayashi: Sexual Excitement Competition (愛染恭子ＶＳ小林ひとみ　発情くらべ). Elle y a interprété un rôle et dirigé les prises de vues pour le compte de Nikkatsu qui en a assuré la distribution après la fin de sa série Roman Porno sous le label Excess Films, .
Une seconde vidéo pour adultes, Lesbian Wives, interprétée par les deux actrices et également réalisée par Aizome parait en mars. Aizome et Kobayashi jouent le rôle de deux femmes de yakuzas lesbiennes. Deux ans plus tard, elle réalise Lesbian Politicians (2003) avec la prisée et talentueuse Ai Kurosawa.
Après plusieurs années loin du public, Aizome refait parler d'elle en 2007 lorsqu'elle se fait arrêter pour avoir frappé sa nièce. Aizome admet les faits et se voit infliger une amende de 500 000 yens. Elle explique : « J'ai frappé ma nièce pour la punir de sortir avec mon amant. Mais cela a été trop loin...,  »

## Filmographie (partielle)
Pour une filmographie complète, visiter le site.
- Pink Salon: Five Lewd Women (ピンクサロン　好色五人女, Pink Salon: Kōshoku Gonin Onna) (1978)
- Angel Guts: Nami (天使のはらわた　名美, Tenshi no Harawata: Nami) (1979)
- Koichiro Uno's Moist And Steamy (宇能鴻一郎のあつく湿って, Uno Kōichirō No Atsuku Shimette) (1979)
- Daydream (film de 1981 (白日夢, Hakujitsumu) (1981)
- Kyōko Aizome's Somber Reminiscence (Aizome Kyōko Kareinaru Tsuioku) (1983)
- Kyōko Aizome's Widow's Boarding House (愛染恭子の未亡人下宿, Aizome Kyōko no Mibōjin Geshuku) (1984)
- Traci Takes Tokyo (1986)
- Daydream 2 (白日夢２, Hakujitsumu Zoku) (1987)

## Sources
- « 愛染恭子 (Aizome Kyouko) », Japanese Movie Database (consulté le 3 mars 2007) (ja).
- « 愛染 恭子 – Aizome Kyouko (Profile) », 'Web I-dic' (consulté le 3 mars 2007) (en).
- Connell, Ryann « Surgeon says demise of hymen restoration operations no skin off his, er... nose? »(Archive.org • Wikiwix • Archive.is • Google • Que faire ?), Mainichi Shimbun, 4 décembre 2006 (consulté le 3 mars 2007) (en).
- « Former actress Kyōko Teranishi arrested for beating niece », Mainichi Shimbun, 24 avril 2007 (consulté le 25 avril 2007) (en).
- Fujii, Toshiya (traducteur) « Why did actress Kyōko Aizome beat her 14-year-old niece? », "Shukan Post Watcher" at Japan Today, 8 mai 2007 (consulté le 17 mai 2007) (en).
- « Hell hath no fury like a porn star scorned -- just ask her niece », Mainichi Shimbun, 12 mai 2007 (consulté le 14 mai 2007) (en).
- Koizumi, Shinichi (en) « Porn-star label now a badge of honor for actress »(Archive.org • Wikiwix • Archive.is • Google • Que faire ?), https://web.archive.org/web/20011203120520/http://www.asahi.com/english/weekend/K2001120100409.html (Asahi Shimbun), 1er décembre 2001 (consulté le 3 mars 2007) (en).
- « KYOKO AIZOME », Complete Index to World Film (consulté le 13 mai 2008) (en).
- « Kyôko Aizome », sur Internet Movie DataBase
- « Kyōko Aizome »(Archive.org • Wikiwix • Archive.is • Google • Que faire ?), xxx.xcity.jp/SHIN-TOHO/ (consulté le 3 mars 2007) (en).
- Description de « Hakujitsumu » and Aizome – site passant en revue les films culte.
- « Profile »(Archive.org • Wikiwix • Archive.is • Google • Que faire ?), Aizome.net (consulté le 6 juin 2007) (ja).
- Sharp, Jasper « « Hakujitsumu », Takechi Tetsuji, and Aizome », midnighteye.com (consulté le 6 juin 2007) (en).